# Divieto legale
Il divieto legale è un obbligo di non fare (obbligo negativo) imposto dalla legge (ad esempio il divieto del lavoro per i minori di una certa età) oppure, sempre in base alla legge:
- da una pubblica autorità, ad esempio il divieto di superamento dei limiti di velocità per i mezzi motorizzati stabiliti dal governo cittadino, o il divieto di circolare in certe aree durante determinati eventi sportivi stabilito da una autorità di pubblica sicurezza, tra cui i rappresentanti governativi, commissario, prefetto, governatore ecc.;
- da una autorità giudiziaria, per esempio una misura cautelare come il Divieto di avvicinamento ai luoghi frequentati dalla persona offesa;
- da un soggetto privato, ad esempio il divieto di caccia in un fondo di proprietà;
- da un atto sottoscritto (ad esempio un patto di non concorrenza).

Nelle democrazie costituzionali i divieti sono stabiliti da norme strumentali e non da norme finali, perché il divieto è di norma uno strumento di  garanzia di determinati diritti o di interessi pubblici, superiori interessi dello stato, stabiliti da normative finali differenti. Per esempio il divieto di gareggiare in una strada pubblica è finalizzato alla tutela dell'altrui diritto alla salute e quest'ultimo è stabilito da una norma, in genere, di rango costituzionale, oppure Il divieto di accesso alle zone e ai documenti militari serve a tutelare la sicurezza nazionale, oppure il divieto di accendere fuochi in un bosco è finalizzato alla salvaguardia del patrimonio naturalistico dello stato. Una norma finale, ovverosia con un fine, il cui principio sarebbe la mera limitazione della libertà individuale, non giustificata, dalla necessità di garantire un diritto o, da un interesse pubblico o da uno stato di necessità (stato di guerra, stato di emergenza, stato di calamità) sarebbe considerata incostituzionale.

## Reato
Il divieto, se non si considera la definizione formale dello stesso, può essere anche stabilito da norme non deontiche (una norma deontica è una norma che esplicitamente definisce il dovere di fare o non fare). Ad esempio molti ordinamenti penali non pongono il divieto di uccidere, mentre stabiliscono che l'omicidio è un reato, delegando l'azione dissuasoria non alla formulazione giuridica ma alla pena prevista. 